# Даунтонска опатија: Велико финале
Даунтонска опатија: Велико финале (енгл. Downton Abbey: The Grand Finale) је предстојећи историјски драмски филм, који режира Сајмон Кертис, док је сценарио написао Џулијан Фелоуз, креатор истоимене серије. Ово је наставак филма Даунтонска опатија: Нова епоха (2022) и трећи, уједно и последњи филм у франшизи Даунтонска опатија. Многи чланови оригиналне глумачке екипе, који су се појавили у претходна два филма, враћају се и у овом наставку. Пол Џијамати и Доминик Вест поново играју своје улоге, Херолда Левинсона из телевизијске серије, односно Гаја Декстера из претходног филма. Џоли Ричардсон, Алесандро Нивола, Сајмон Расел Бил и Арти Фрушан придружују се глумачкој екипи.
Филм ће премијерно бити приказан 12. септембра 2025. године, у продукцији Focus Features.

## Улоге
- Хју Боневил као Роберт Кроули, 7. гроф од Грентама
- Лора Кармајкл као Едит Пелам, маркиза од Хексама
- Џим Картер као Чарлс Карсон
- Ракел Касиди као Филис Бакстер
- Пол Копли као Алберт Мејсон
- Брендан Којл као Џон Бејтс
- Мишел Докери као Лејди Мери Талбот
- Кевин Дојл као Џозеф Молсли
- Мајкл Фокс као Енди Паркер
- Џоан Фрогат као Ана Бејтс
- Пол Џијамати као Херолд Левинсон
- Хари Хаден-Патон као Херберт "Берти" Пелам, маркес од Хексама
- Роберт Џејмс-Колијер као Томас Бароу
- Ален Лич као Том Бренсон
- Филис Логан као Елси Карсон
- Елизабет Макговерн као Кора Кроули, грофица од Грентама
- Софи МакШера као Дејзи Паркер
- Лесли Никол као Берил Патмор
- Даглас Рајт као Ричард "Дики" Греј, лорд Мертон
- Доминик Вест као Гај Декстер
- Пенелопа Вилтон као Изабел Греј, лејди Мертон
- Сајмон Расел Бил
- Арти Фрушан
- Алесандро Нивола
- Џоли Ричардсон

## Продукција и снимање
У марту 2024. године, Имелда Стонтон, која тумачи лик Мод, потврдила је да је у плану трећи и последњи филм из франшизе Даунтонска опатија, са главном глумачком екипом која се враћа. У мају исте године, објављено је да ће Пол Џијамати и Доминик Вест поново играти своје улоге, Херолда Левинсона и Гаја Декстера. Поред њих, у екипу су се придружили Џоли Ричардсон, Алесандро Нивола, Сајмон Расел Бил и Арти Фрушан у за сада неоткривеним улогама.
Дана 27. марта 2025. године, откривен је наслов филма као Downton Abbey: The Grand Finale. Главно снимање започело је 13. маја 2024. године и завршено је у августу исте године.